# 费衮
費袞（？—？），字補之，南宋时無錫人。
紹熙（1190年—1194年）時期國子監免解進士。有奇才而不得志，著有《梁溪漫志》，內容記述了宋代評論詩文、傳聞軼事。第四卷則全記蘇東坡事蹟。梁溪在無錫城西，為作者之居所。於《宋史》無傳。  